# Eurychone rothschildiana
Eurychone rothschildiana là một loài thực vật có hoa thuộc họ Orchidaceae.